# Свитолина, Элина Михайловна
Эли́на Миха́йловна Свито́лина (укр. Еліна Михайлівна Світоліна; род. 12 сентября 1994, Одесса) — украинская теннисистка; бронзовый призёр Олимпийских игр 2020 в Токио в одиночном разряде; победительница 20 турниров WTA (из них 18 в одиночном разряде); победительница одного Итогового турнира в одиночном разряде (2018); бывшая третья ракетка мира в одиночном разряде.
В юниорах — победительница одного юниорского турнира Большого шлема в одиночном разряде (Открытый чемпионат Франции-2010); финалистка одного юниорского турнира Большого шлема в одиночном разряде (Уимблдон-2012); финалистка одного юниорского турнира Большого шлема в парном разряде (Уимблдон-2010); бывшая первая ракетка мира в юниорском рейтинге.

## Общая информация
Родилась в семье Елены и Михаила Свитолиных; у неё есть старший брат Юлиан. Родителей в какой-то момент заинтересовала идея сделать из сына профессионального теннисиста, а уже параллельно в этот вид спорта была втянута и дочь. Свитолина в теннисе с пяти лет. Любимое покрытие — хард.
16 июля 2021 года вышла замуж за известного французского теннисиста Гаэля Монфиса, с которым встречалась с 2019 года, а 15 октября 2022 у пары родилась дочь — Скай.

## Спортивная карьера

### Начало карьеры

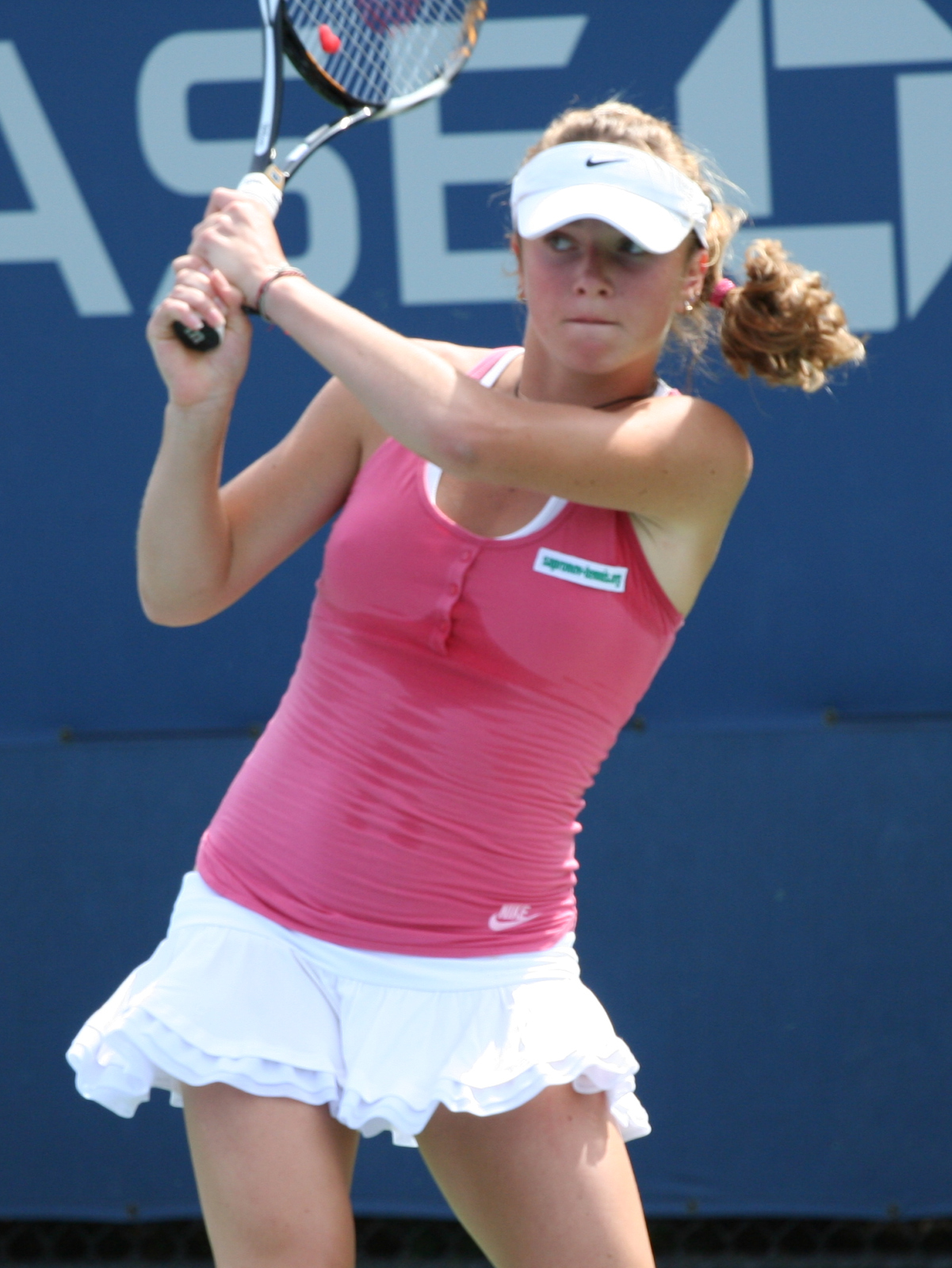
Свитолина на юниорском Открытом чемпионате США 2010 года

В 2010 году на юниорском этапе карьеры выиграла Открытый чемпионат Франции. В том же году вышла в парный финал юниорского розыгрыша Уимблдонского турнира совместно с россиянкой Ириной Хромачёвой. В августе 2011 года в Турции выиграла первый в карьере титул на турнирах цикла ITF. В октябре победила на турнире ITF в Нигерии с призовым фондом 25 000 долларов.
В марте 2012 года победила на 25-тысячнике в Тунисе. В апреле того же года сыграла первые матчи за сборную Украины в отборочном раунде Кубка Федерации. В противостоянии с командой США Свитолина сыграла два одиночных матча в том числе и против знаменитой Серены Уильямс, но не смогла помочь сборной, проиграв обе встречи. В июле 17-летняя спортсменка вышла в финал юниорского Уимблдонского турнира, где проиграла Эжени Бушар. В конце того месяца Свитолина дебютирует в WTA-туре, сыграв на турнире в Баку. В августе состоялся её дебют и на взрослом турнире серии Большого шлема. Элина смогла пройти квалификационный отбор на Открытый чемпионат США. В первом раунде ей в соперницы досталась Ана Иванович, которой украинская теннисистка проиграла в двух сетах. В сентябре Свитолина выиграла 50-тысячник ITF в Телави, обыграв в финале соотечественницу Лесю Цуренко. В ноябре ей удалось выиграть трофей на турнире серии WTA 125 в Пуне.
В январе 2013 года сыграла на первом Открытом чемпионате Австралии, где в первом матче проиграла пятой ракетке мира на тот момент Анжелике Кербер со счётом 2-6, 4-6. После Австралии Элина смогла сделать победный дубль на 75-тысячнике ITF в Эйлате, выиграв одиночные и парные соревнования. В феврале Свитолина впервые поднялась в первую сотню мирового женского рейтинга. На Открытом чемпионате Франции она прошла во второй раунд, обыграв на старте № 36 в мире Ромину Опранди. На Уимблдонском турнире Элина в первом раунде проигрывает француженке Марион Бартоли, которая стала чемпионкой того розыгрыша. В июле она вышла в полуфинал на турнире в Бадгастайне, а через неделю на турнире в Баку завоевала свой первый титул WTA. В финале Свитолина переиграла Шахар Пеер — 6-4, 6-4 и переместилась в рейтинге в Топ-50. После этой победы Элина выиграла 75-тысячник ITF в Донецке. На Открытом чемпионате США она в первом раунде обыграла сеянную Доминику Цибулкову, но во втором раунде проигрывает Кристине Макхейл. По итогам сезона она заняла 40-е место в рейтинге.

### 2014—2015 (1/4 финала на Ролан Гаррос и топ-20)

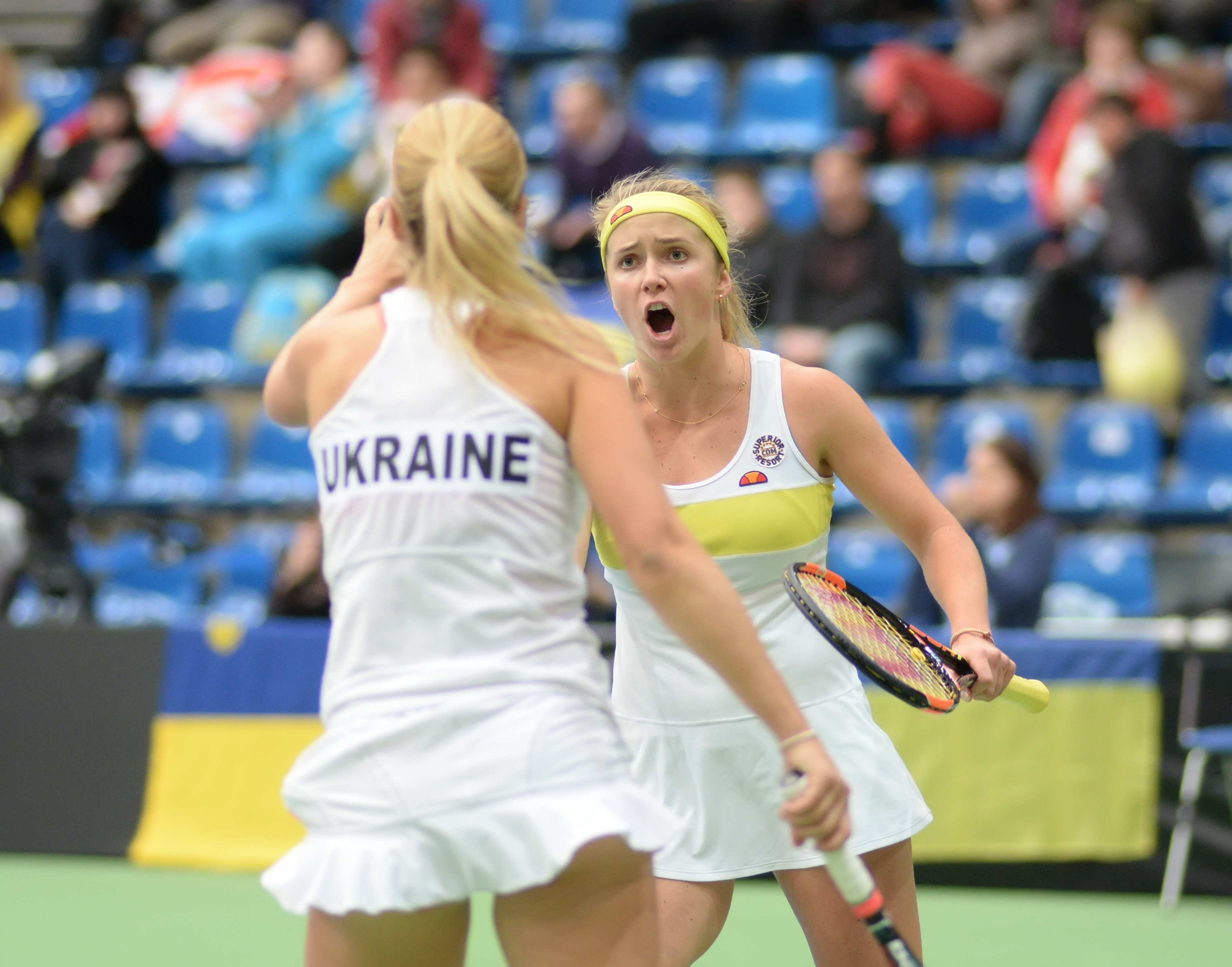
Свитолина (справа) с Ольгой Савчук (на фото спиной) в матче Кубка Федерации 2015 года

На Открытом чемпионате Австралии 2014 года смогла победить Светлану Кузнецову и Оливию Роговска и впервые вышла в третий раунд, где уступила Слоан Стивенс. На турнире в Париже украинская теннисистка вышла в 1/4 финала. В марте она прошла в четвёртый раунд на турнире серии Premier Mandatory в Майами. В мае на турнире в Нюрнберге Элина вышла в полуфинал. На кортах Ролан Гаррос её результатом стал выход во второй раунд и проигрыш там Ане Иванович. В июне она проходит в стадию 1/4 финала в Хертогенбосе, а на Уимблдоне выбывает уже в первом раунде.
В июле 2014 года на турнире в Стамбуле вышла в четвертьфинал, а в парном розыгрыше смогла выиграть титул, выступая в дуэте с Мисаки Дои. Через неделю она смогла защитить чемпионский титул на турнире в Баку, где в финале на этот раз обыграла Бояну Йовановски — 6-1, 7-6(2). В августе в матче второго раунда премьер-турнира в Цинциннати Свитолина переиграла № 4 в мире Петру Квитову (6-2, 7-6(2)), а по итогу вышла в четвертьфинал, где вновь уступает Иванович. На Открытом чемпионате США её в уже в первом раунде обыгрывает Полона Херцог. В сентябре Элина смогла выйти в полуфинал турнира в Ухане и обыграть для этого в 1/4 финала № 8 в мире Анжелику Кербер. В октябре она сыграла в ещё одном полуфинале на турнире в Осаке. По итога сезона 2014 года Свитолина заняла уже 29-ю строчку женского рейтинга.
На старте сезона 2015 года Свитолина вышла в полуфинал на турнире в Брисбене, сумев обыграть теннисистку из Топ-10 Анжелику Кербер, но проиграв затем второй ракетке мира Марии Шараповой. На Открытом чемпионате Австралии она прошла в третий раунд, где в сопернице Элине досталась лидер мирового тенниса Серена Уильямс. Она смогла взять один сет у американки, но проиграла со общим счётом 6-4, 2-6, 0-6. В марте на престижном турнире в Индиан-Уэллсе Свитолина прошла в четвёртый раунд. Перейдя в апреле на грунт, она для начала вышла в полуфинал на турнире в Боготе, а затем выиграла титул на турнире в Марракеше. Он стал для неё третьим на основных соревнованиях ассоциации и завоевала его Свитолина, обыграв в финале Тимею Бабош — 7-5, 7-6(3). Хорошего для себя результата Элина добилась на Открытом чемпионате Франции. По ходу турнира она смогла переиграть: Янину Викмайер, Юлию Путинцеву, Аннику Бек и Ализе Корне. В итоге Свитолина впервые вышла в четвертьфинал Большого шлема, где путь дальше ей преградила сербка Ана Иванович. Этот результат позволил украинской спортсменке войти в топ-20.
На Уимблдонском турнире 2015 года Элина проиграла во втором раунде. В конце июля она смогла завоевать парный приз турнира в Стамбуле, разделив победу со своей партнёршей Дарьей Гавриловой. В начале августа Свитолина вышла в 1/2 финала на турнире в Станфорде. На турнире в Цинциннати у неё получилось выиграть в четвертьфинале у шестой ракетки мира Луции Шафаржовой, но в полуфинале Элина вновь проигрывает Серене Уильямс. Открытый чемпионат США завершился для неё на стадии третьего раунда, где она потерпела поражение от № 13 в мире Екатерины Макаровой. В конце сезона Свитолина приняла участие в турнире под названием Трофей элиты WTA и смогла на нём выйти в полуфинал. По итогам сезона она сохранила место в первой двадцатке, заняв 19-ю строчку.

### 2016—2017 (три титула серии Премьер 5 и № 3 в мире)

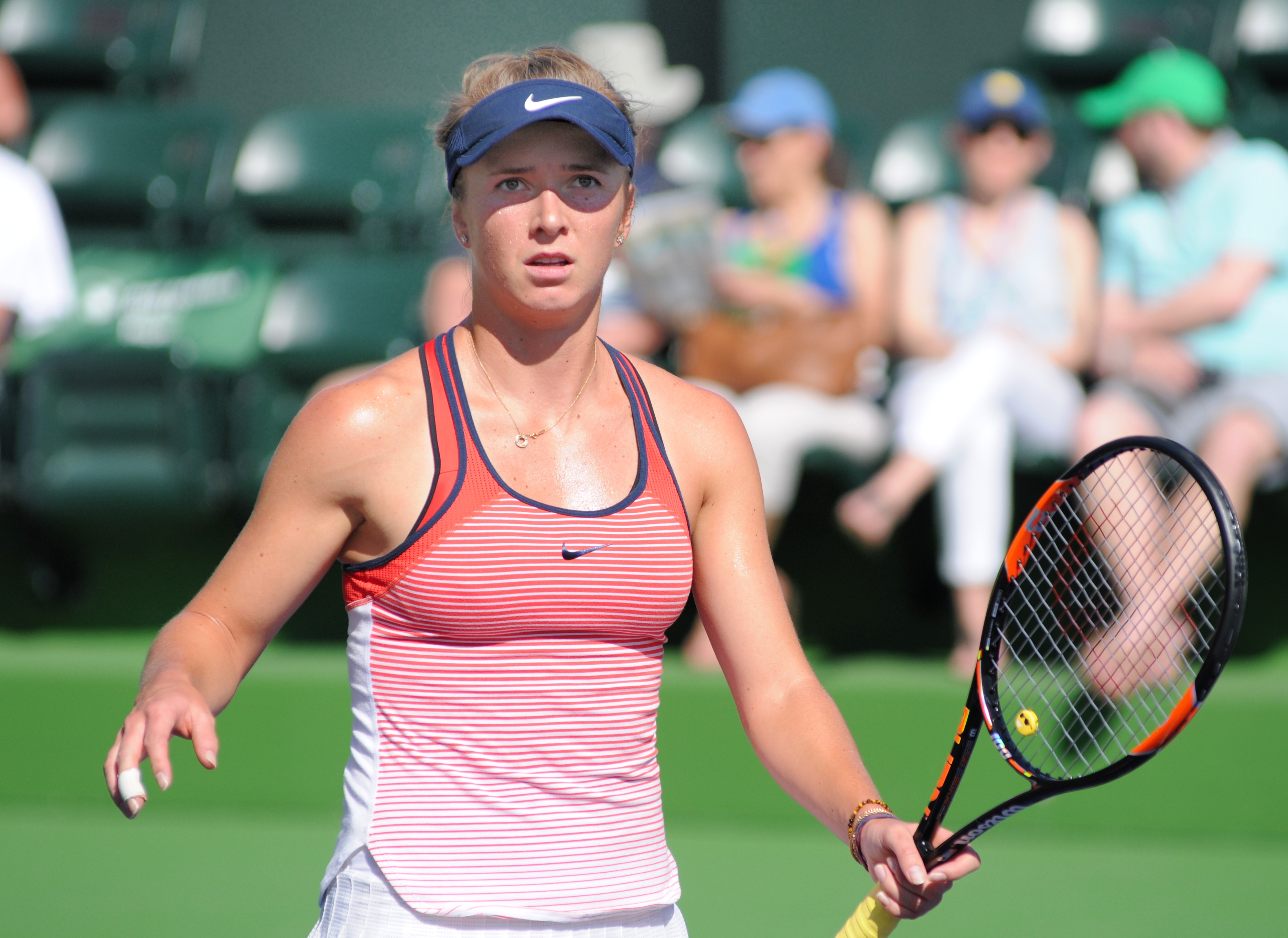
Свитолина на турнире в Индиан-Уэллсе 2016 года

Открытый чемпионат Австралии 2016 года завершился на стадии второго раунда. В феврале на турнире в Дубае она смогла обыграть пятую в мире Гарбинье Мугурусу и пройти по итогу в полуфинал. В начале марта Элина завоевала чемпионский титул на турнире в Куала-Лумпуре, выиграв для этого в финале у Эжени Бушар — 6-7(5), 6-4, 7-5. На Премьер-турнире в Майами украинка прошла в четвёртый раунд, где проиграла россиянке Екатерине Макаровой. На Открытом чемпионате Франции в мае Свитолина остановилась в шаге от 1/4 финала, проиграв на стадии четвёртого раунда лидеру мировой классификации Серене Уильямс. На Уимблдоне она оступилась во втором раунде, проиграв Ярославе Шведовой. В августе Элина приняла участие в первых для себя Олимпийских играх, которые проходили в Рио-де-Жанейро. В одиночном разряде она провела серию хороших матчей, победив Андреу Петкович, Хезер Уотсон, а также в третьем раунде сенсационно обыграв первую ракетку мира Серену Уильямс (6-4, 6-3). Развить успех Свитолина не смогла и в четвертьфинале проиграла Петре Квитовой с разгромным счётом 2-6, 0-6. В парном разряде в альянсе с Ольгой Савчук она проигрывает в первом же раунде.
В августе 2016 года Свитолина вышла в финал на турнире в Нью-Хейвене, где в борьбе за титул проиграла Агнешке Радваньской — 1-6, 6-7(3). На Открытом чемпионате США украинская теннисистка завершила борьбу в третьем раунде. Лучшим достижением сентября для неё становится выход в полуфинал в Токио. Ещё дважды в 1/2 финала Свитолина играет в октябре на турнирах в Пекине и Москве. На турнире в Китае она к тому же в третьем раунде обыграла действующую № 1 Анжелику Кербер — 6-3, 7-5. В конце сезона Свитолиной удалось выйти в финал на турнире Трофей элиты WTA. В шаге от победы её останавливает чешка Петра Квитова (4-6, 2-6). Элина на протяжении всех своих семи сезонов, в которых она выступала на профессиональном уровне, поступательно улучшала свой рейтинг по итогам года. Не стал исключением и 2016 год, в котором она заняла итоговое 14-е место.

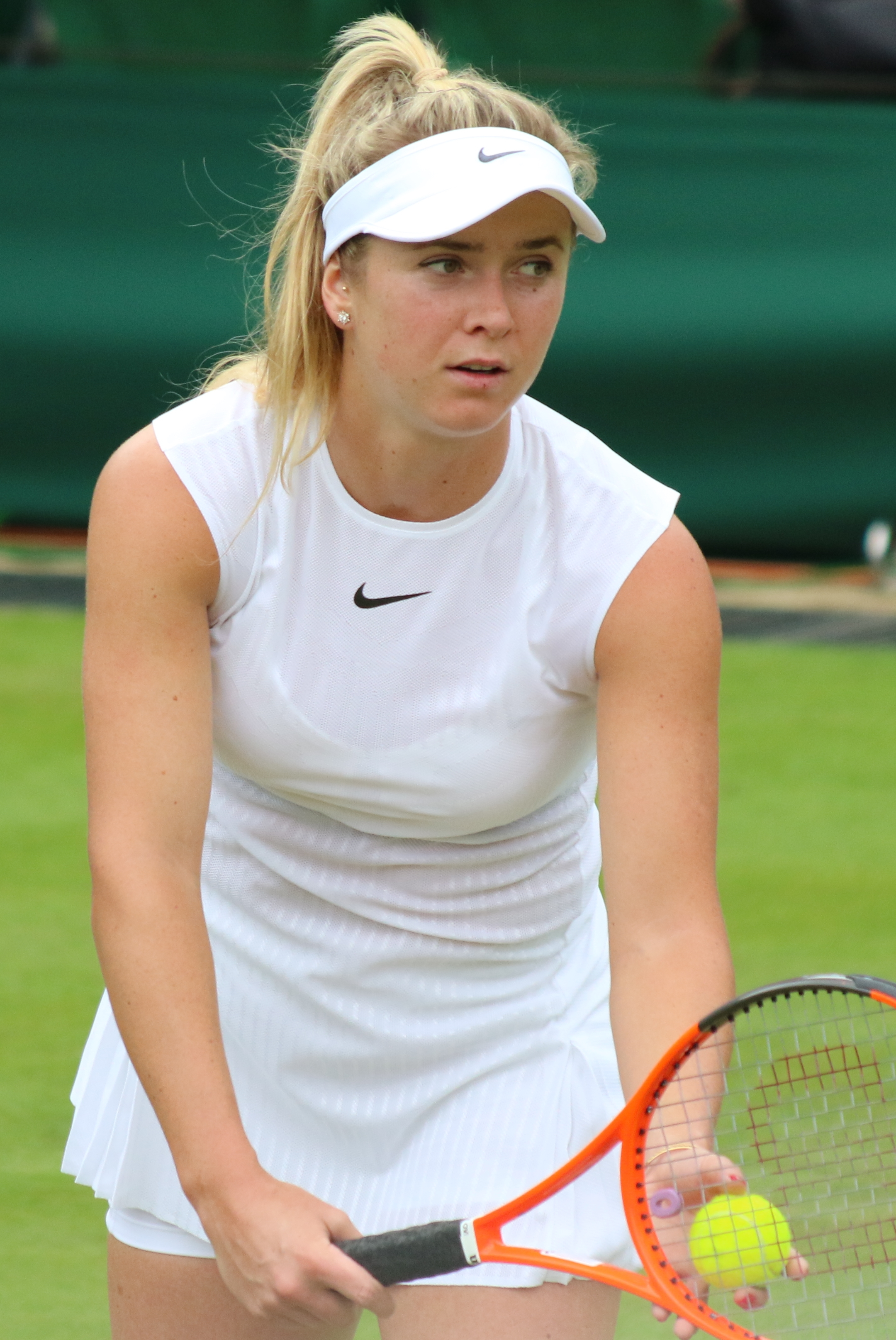
Свитолина на Уимблдонском турнире 2017 года

В январе 2017 года Свитолина, благодаря победе в 1/4 финала турнира в Брисбене над первой ракеткой мира немкой Анжеликой Кербер (6-4, 3-6, 6-3) и выходу в полуфинал, поднялась в рейтинге WTA на 13-ю строчку. На Австралийском чемпионате она прошла в третий раунд, где проиграла россиянке Анастасии Павлюченковой. Благодаря отказам от матчей двух пар в миксте, дуэт Свитолиной и Крис Гуччоне смог выйти в полуфинал. После выступлений в Австралии Свитолина смогла завоевать свой пятый одиночный титул WTA. Произошло это на турнире в Тайбэе, где в решающей встрече Элина победила Пэн Шуай со счётом 6-3, 6-2.
В феврале 2017 года Свитолина выиграла первый в карьере турнир категории WTA Премьер 5. Первая ракетка Украины в полуфинале турнира в Дубае выбила № 2 в мире Анжелику Кербер во второй раз в сезоне, а в финале одержала победу в финале над датчанкой Каролиной Возняцки со счетом 6:4, 6:2. Триумф в Дубае принёс Свитолиной 900 рейтинговых очков и десятое место в обновленной версии мирового рейтинга WTA, первое попадание в топ-10 одиночного рейтинга в истории женского тенниса Украины. В марте на турнире в Индиан-Уэллсе Свитолина в четвёртом круге проиграла испанке Гарбинье Мугурусе — 6:7, 6:1, 0:6. После турнира в Индиан-Уэллсе Элина Свитолина занимала третье место в Чемпионской гонке WTA. На турнире в Майами уже во втором раунде Элина терпит поражение от американки Бетани Маттек — 5:7, 4:6.
В середине апреля Свитолина выступила за сборную Украины против Германии. Свитолина проиграла в трёх сетах первый матч Юлии Гёргес, а во втором уверенно победила первую ракетку мира Анжелику Кербер — 6:4, 6:2. После игры за сборную она отправилась на грунтовый турнир в Стамбул и завоевала титул. В финале она обыграла бельгийку Элизе Мертенс со счётом 6:2, 6:4. После срыва на Премьер-турнире высшей категории в Мадриде (проигрыш украинки уже в первом раунде Чжэн Сайсай), Свитолина триумфально выступила на турнире серии Премьер 5 в Риме. Она последовательно обыграла Ализе Корне из Франции, немку Мона Бартель и лидера Чемпионской гонки Каролину Плишкову. В полуфинале отказалась продолжать матч уже в первом сете Гарбинье Мугуруса, а в финале украинка одержала победу над победительницей Мадрида Симоной Халеп из Румынии — 4:6, 7:5, 6:1. Это второй крупный триумф Элины Свитолиной в сезоне (после Дубая). Элина набрала 900 рейтинг-очков и почти полмиллиона призовых в евро. 22 мая 2017 года Свитолина стала лидером Чемпионской гонки, опередив Каролину Плишкову и Йоханну Конту, а в рейтинге WTA она стала шестой в мире. На Открытом чемпионате Франции Свитолина во второй раз в карьере вышла в четвертьфинал, в котором у неё взяла реванш за поражение в Риме Симона Халеп.
На Уимблдонском турнире 2017 года Свитолина впервые доиграла до четвёртого раунда, в котором проиграла Елене Остапенко. В августе Свитолина выиграла третий титул серии Премьер 5 в сезоне. Она стала победительницей турнира в Торонто. По пути к титулу она переиграла сразу четырёх теннисисток из топ-10: Винус Уильямс, Гарбинью Мугурусу, Симону Халеп и в финале Каролину Возняцки. Всего Элина победила в пяти финалах WTA из пяти в 2017 году. 14 августа после триумфа в Торонто Элина Свитолина снова стала лидером Чемпионской гонки, переместившись в один шаг с пятого места. Рейтинг WTA Свитолиной на 14 августа стал четвёртым в мире. На Открытом чемпионате США украинская теннисистка доиграла до четвёртого раунда и после турнира с 11 сентября поднялась на самую высокую в своей карьере — третью позицию в рейтинге WTA. 25 сентября Элина Свитолина впервые в карьере и в истории украинского женского тенниса квалифицировалась на Итоговый турнир WTA в Сингапуре. В октябре на турнире высшей категории в Пекине Свитолина вышла в четвертьфинал. На Итоговом турнире она не смогла выйти из группы, одержав победу над Халеп, но проиграв Возняцки и Гарсии. По итогам сезона она заняла 6-е место рейтинга.

### 2018—2019 (победа на Итоговом турнире и два полуфинала Большого шлема)

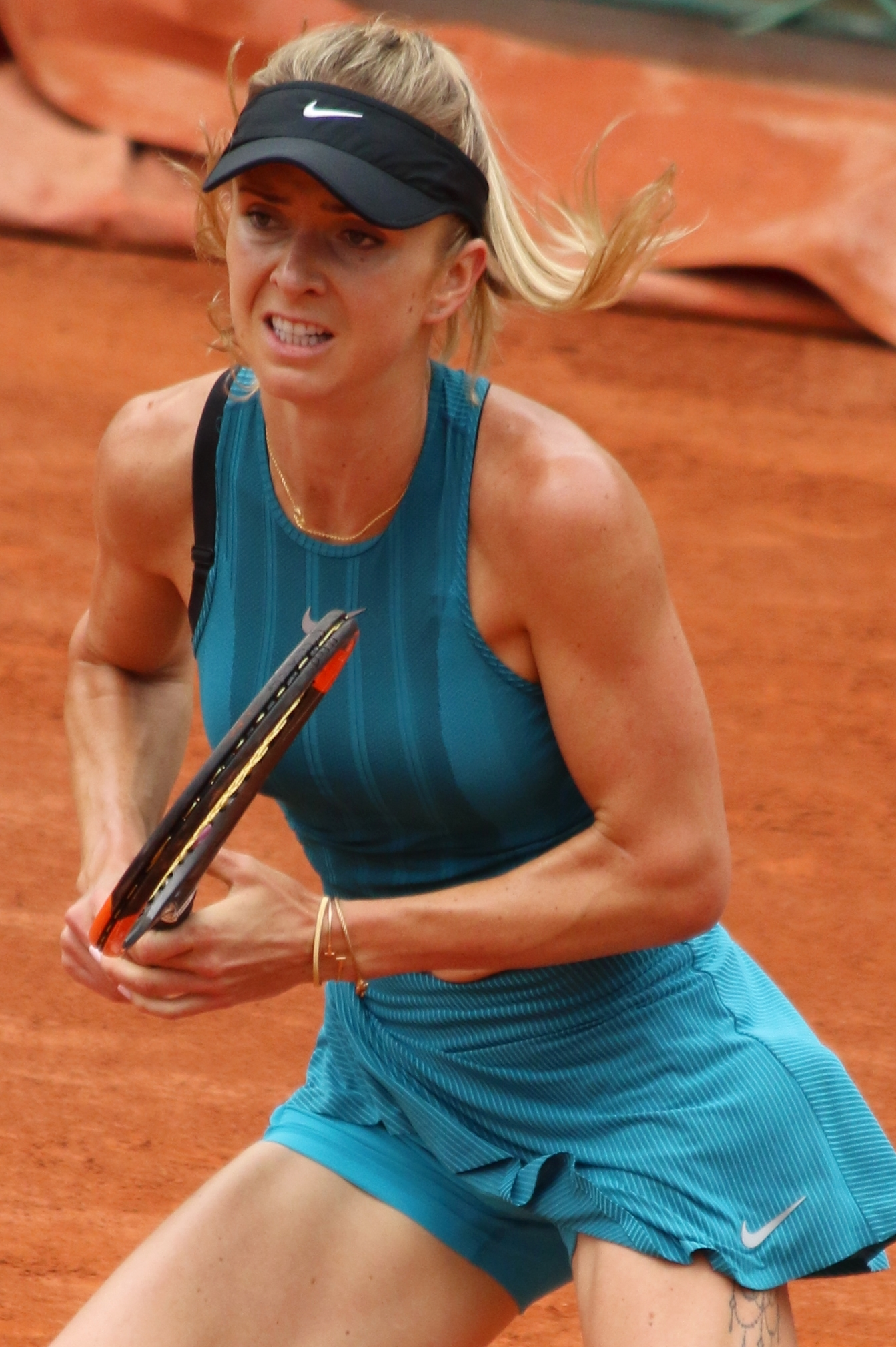
Свитолина на Ролан Гаррос 2018 года

Сезон 2018 года Свитолина начала с победы. 6 января она выиграла Премьер-турнир в Брисбене. В финале Элина обыграла Александру Соснович из Беларуси со счётом 6:2, 6:1. Титул стал десятым на турнирах WTA в её карьере. 8 января рейтинг WTA украинской теннисистки поднялся с шестого места до четвёртого в мире. На Открытом чемпионате Австралии Элина впервые прошла в четвертьфинал, где проиграла Элизе Мертенс из Бельгии. 29 января Свитолина вновь стала третьей ракеткой мира и продержалась на этой позиции три недели. В феврале на турнире в Дохе в третьем круге Свитолина проиграла будущей победительнице этого турнира Петре Квитовой (4:6, 5:7). На следующем для себя турнире в Дубае Элина завоевала свой второй титул в сезоне. В полуфинале в двух сетах была побеждена немка Кербер из топ-10. В финальном матче Свитолина обыграла Дарью Касаткину из России — 6:4, 6:0. Её призовые составили более полмиллиона долларов США. Элина потеряла рейтинг-очки из-за понижения статуса турнира в Дубае до Премьера и опустилась в рейтинге WTA на четвёртое место в мире, пропустив Мугурусу из Испании.
В марте 2018 года на турнире в Майами Свитолина смогла выйти в четвертьфинал. Грунтовую часть сезона она начала в апреле с четвертьфинала в Штутгарте. 20 мая Элина защитила титул в Риме. В финале этого турнира Свитолина проиграла лишь четыре гейма первой ракетке мира Симоне Халеп — 6:0, 6:4. Она победила уже в восьмом финале подряд. На Открытом чемпионате Франции дошла лишь до третьего раунда, где уступила Михаэле Бузарнеску со счётом 3:6, 5:7.
11 июня 2018 года по итогам грунтовой части Элина опустилась на пятое место в мире по рейтингу WTA. На траве она сыграла всего два турнира (четвертьфинал в Бирмингеме и проигрыш в первом раунде Уимблдона). В августе на турнире в Торонто Свитолина смогла доиграть до полуфинала, в котором уступила Слоан Стивенс. На следующем представительном турнире в Цинциннати она добралась до четвертьфинала. Открытый чемпионат США завершился для Свитольиной в четвёртом раунде поражением от Анастасии Севастовой. В концовке сезона Свитолина во второй раз в карьере сыграла на главном итоговом турнире — Финал тура WTA. Она великолепно провела турнир лучших теннисисток сезона, выиграв все пять матчей. В своей группе украинская теннисистка обыграла Квитову, Плишкову и Возняцки и вышла в полуфинал с первого места. Здесь Элина обыграла уже Кики Бертенс из Нидерландов. 28 октября в финале Итогового турнира в Сингапуре Свитолина обыграла Слоан Стивенс со счётом 3:6, 6:2, 6:2. Она стала первой представительницей Украины, которой удалось выиграть этот турнир. С седьмого места в рейтинге Свитолина поднялась на четвёртое по итогам 2018 года.

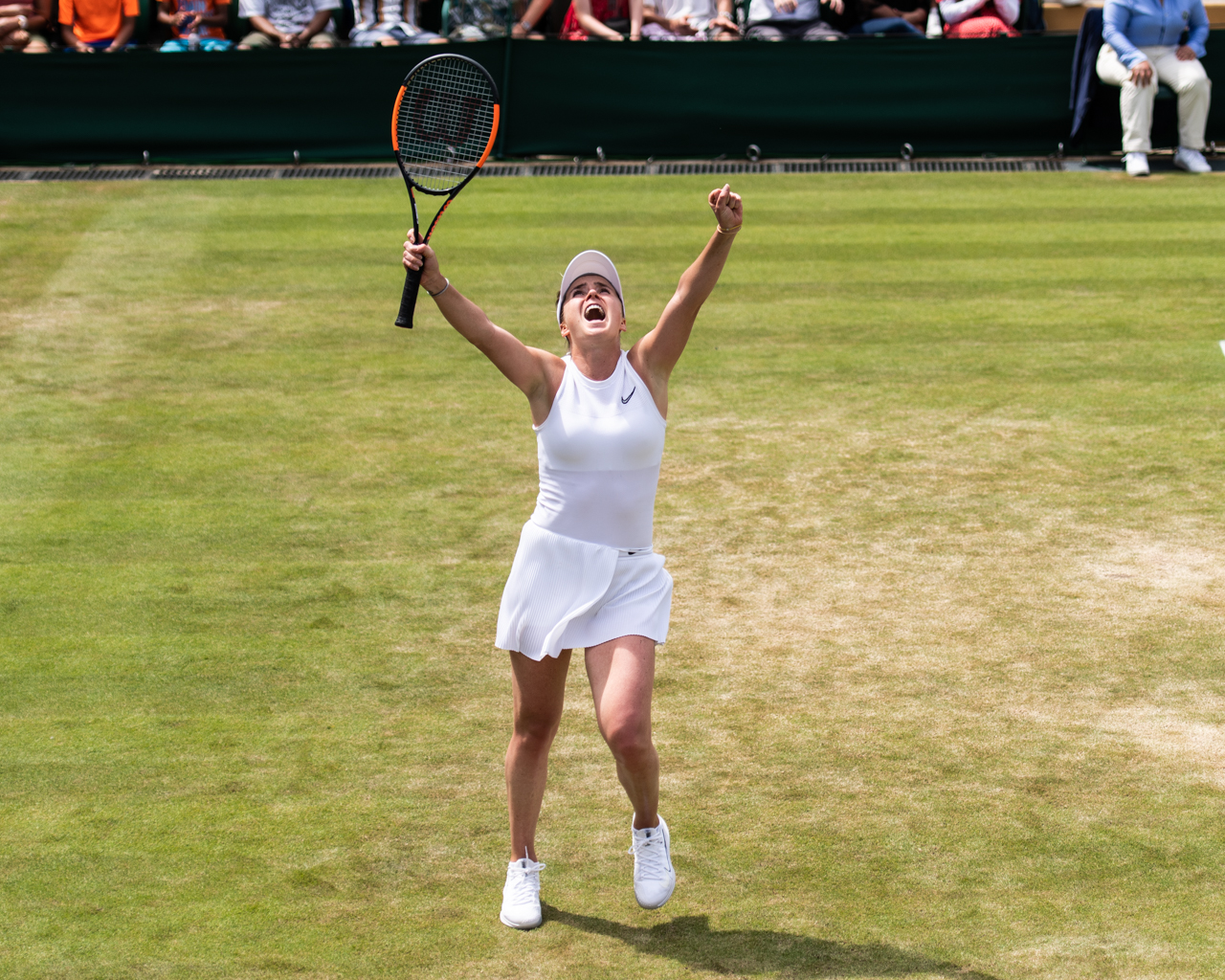
Свитолина на Уимблдоне 2019 года

2019 год Свитолина начала с поражения в первом раунде на турнире в Брисбене белоруске Александре Соснович. На Открытом чемпионате Австралии она дошла второй год подряд до четвертьфинала, где уступила в двух сетах чемпионке того турнира Наоми Осаке. В феврале на турнире в Дохе (Катар) Элина вышла в полуфинал, где уступила румынке Симоне Халеп — 3:6, 6:3, 4:6. 18 февраля она поднялась на 6 место в мире в рейтинге WTA. Элина сыграла на турнире в Дубае, где защищала прошлогодний титул, но на этот раз дошла до полуфинала, в котором проиграла Белинде Бенчич — 2:6, 6:3, 6:7(3). В марте на престижном турнире в Индиан-Уэллсе она дошла до полуфинала, где проиграла будущей чемпионке Бьянке Андрееску в трёх сетах.
После поражения в первом для себя матче турнира в Майами Свитолина сделала перерыв в выступлениях до мая и вернулась на корт на турнире в Мадриде. В матче первого раунда Открытого чемпионата Франции Элина Свитолина выиграла у Винус Уильямс из США с счётом 6:3, 6:3. В третьем раунде она покинула турнир, проиграв с таким же счётом испанке Гарбинье Мугурусе. На Уимблдоне Свитолина в первом раунде обыграла Дарью Гаврилову (7:5, 6:0). Во втором раунде она прошла россиянку Маргариту Гаспарян. Далее в третьем раунде победила гречанку Марию Саккари, в четвёртом хорватку Петру Мартич, а в 1/4 финала чешку Каролину Мухову. В первом в карьере полуфинале Большого шлема в одиночном разряде Свитолина сыграла против Симоны Халеп и проиграла ей со счётом 1:6, 3:6.
В августе 2019 года на турнирах серии Премьер 5 в Торонто и в Цинциннати Свитолина проиграла в четвертьфинале и третьем раунде соответственно. Оба матча она проиграла Софии Кенин. На Открытом чемпионате США Элина дошла, как и на Уимблдоне, до полуфинала. Она на пути переиграла Уитни Осигве, Винус Уильямс, Даяну Ястремскую, Мэдисон Киз и Йоханну Конту. В 1/2 финала Свитолина проиграла американке Серене Уильямс со счётом 3:6, 1:6. Результат в Нью-Йорке позволил украинской спортсменке вернуться на третье место мирового рейтинга. Осенью на азиатских Премьер-турнирах в Ухане и Пекине. На Итоговый турнир Свитолина приехала в статусе прошлогодней победительницы. В своей группе она выиграла все три матча: у Плишковой, Халеп и Кенин. В полуфинале она прошла Белинду Бенчич и второй год подряд сыграла в финале. На этот раз украинская теннисистка не смогла выиграть титул, уступив Эшли Барти — 4:6, 3:6. Итоговой позицией в рейтинге 2019 года стало шестое место.

### 2020—2022 (возвращение в топ-5 и бронза на Олимпиаде)

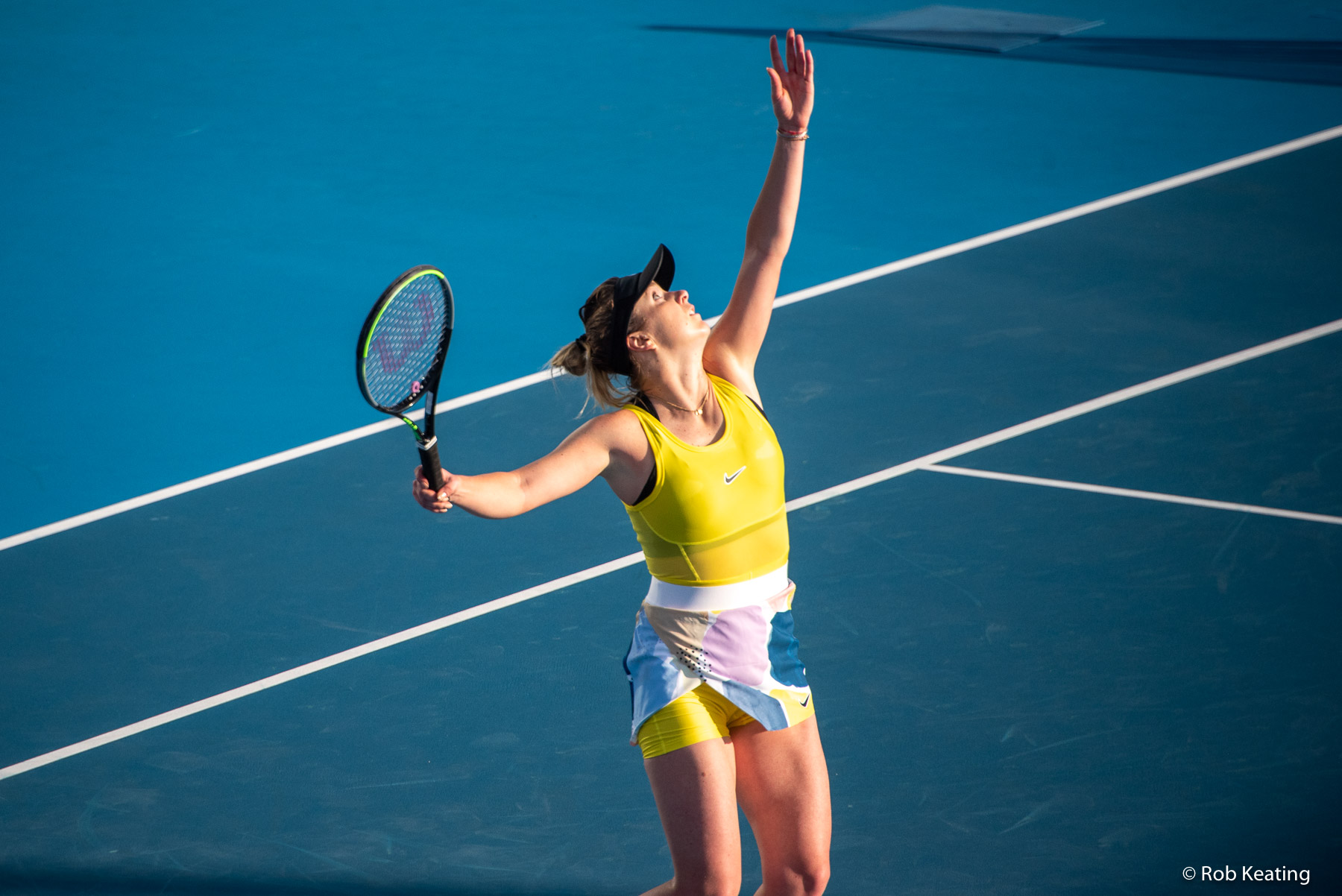
Свитолина на Открытом чемпионате Австралии 2020 года

Сезон 2020 года Элина начала с поражения в первом раунде турнира в Брисбене от Даниэль Коллинз из США. В конце января в третьем раунде Открытого чемпионата Австралии Свитолина не смогла переиграть испанку Гарбинье Мугурусу. В феврале на турнирах в Дубае и Дохе она проиграла в стартовых матчах Дженнифер Брэди и Аманде Анисимовой. 8 марта Свитолина стала победительницей турнира в Монтеррее. В финале она обыграла Марию Боузкову из Чехии — 7:5, 4:6, 6:4.
17 июля 2020 года Свитолина выиграла выставочный мини-турнир в Берлине. Стартовав в полуфинале, она обыграла Анастасию Севастову 7:6, 6:3 (матч проходил на травяном корте), а в финале нанесла поражение Петре Квитовой 3:6, 6:1, 10-5 (этот поединок прошёл на харде, так как из-за дождя не удалось провести на траве). В середине сентябре на Открытом чемпионате Италии дошла до четвертьфинала, где проиграла Маркете Вондроушовой (3:6, 0:6).
Из соображений безопасности во время пандемии Свитолина пропустила Открытый чемпионат США и продолжила выступления с сентября на турнире в Риме, где доиграла до четвертьфинала. Затем, в конце сентября, она выиграла турнир в Страсбурге, одолев в финале Елену Рыбакину (6:4, 1:6, 6:2). В октябре, на Открытом чемпионате Франции Свитолина добралась до четвертьфинала, уступив в двух сетах 131-й ракетке мира, аргентинке Наде Подорошке (2:6, 4:6).
Первый турнир 2021 года Свитолина сыграла в январе в Абу-Даби и вышла в четвертьфинал. Затем она также добралась до четвертьфинала на турнире в Мельбурне, где проиграла бельгийке Мертенс. На Открытом чемпионате Австралии Свитолина в четвёртом раунде проиграла американке Джессике Пегуле. В марте на турнире WTA 1000 в Майами ей удалось пройти в полуфинал.

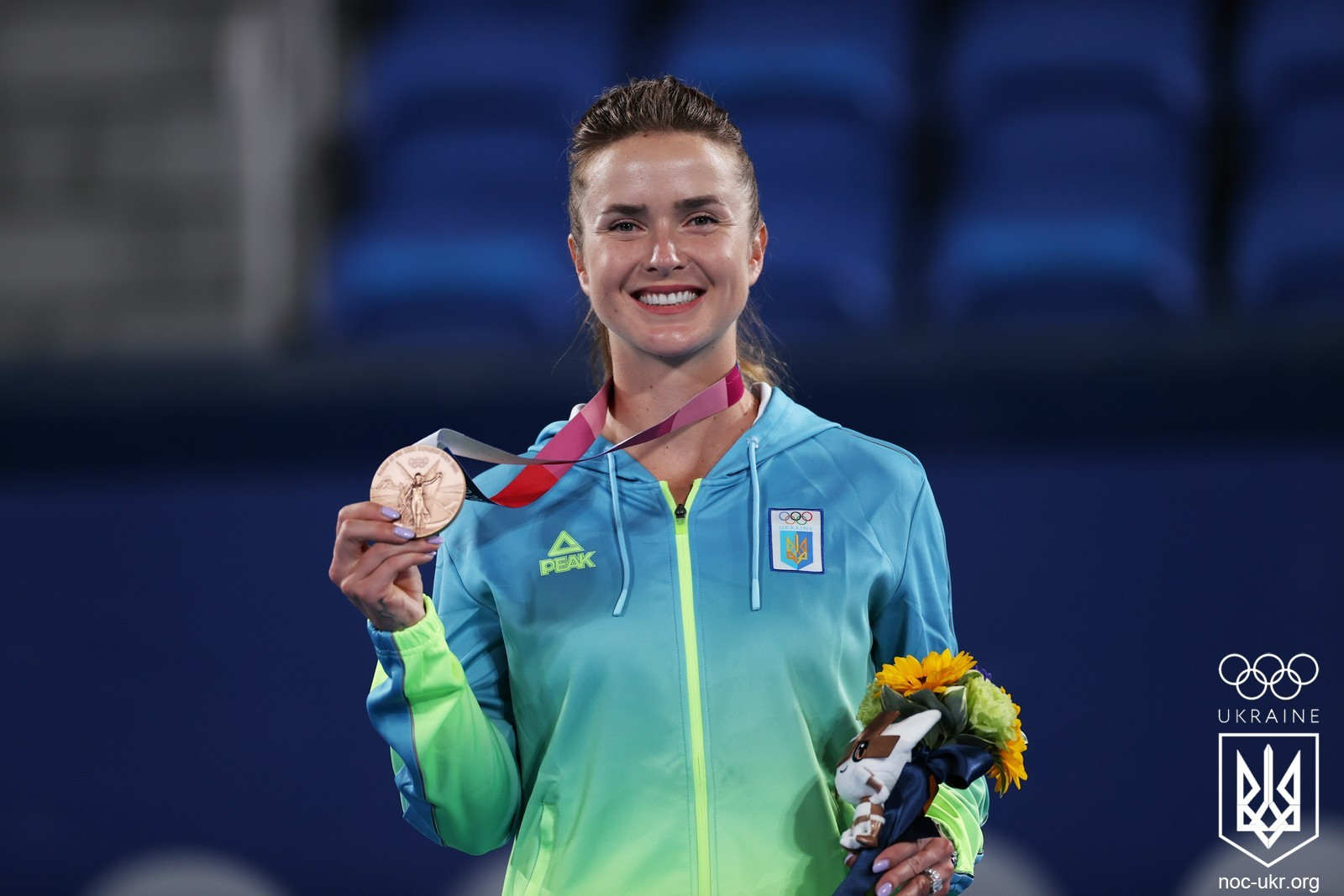
Свитолина с бронзовой медалью на Летних Олимпийских играх 2020 в Токио

В грунтовой части сезона 2021 года лучшими результатами Свитолиной стали выход в полуфинал в Штутгарте в апреле и в четвертьфинал в Риме в мае. На Ролан Гаррос она проиграла в третьем раунде. На Уимблдоне Элина проиграла уже на стадии второго раунда. Летом она сыграла на Олимпийских играх, которые проходили в Токио. Свитолина смогла завоевать бронзовую медаль. Она выиграла на Олимпийском турнире четыре матча подряд (у Лауры Зигемунд, Айлы Томлянович, Марии Саккари и Камилы Джорджи). За выход в финал она боролась с чешкой Маркетой Вондроушовой и проиграла со счётом 3:6, 1:6. В матче за бронзовую медаль Свитолина сумела переиграть Елену Рыбакину — 1:6, 7:6(5), 6:4. В конце августа Свитолина выиграла свой очередной титул. Она стала чемпионкой на турнире в Чикаго, нанеся поражение в финальном матче француженке Ализе Корне — 7:5, 6:4. На Открытом чемпионате США Свитолина выиграла четыре матча (в том числе у Дарьи Касаткиной и Симоны Халеп) и вышла в четвертьфинал, в котором проиграла финалистке того турнира Лейле Фернандес.
Осенью 2021 года Свитолина вышла в четвертьфинал турнира в Чикаго. На турнире в Индиан-Уэллсе, который прошёл в том сезоне в октябре, она выбыла на стадии четвёртого раунда.
В 2022 году в рейтинге WTA (Женской теннисной ассоциации) Элина Свитолина заняла 37 место и потеряла звание первой ракетки Украины, её опередила, заняв 35 место, Ангелина Калинина.

### 2023-2024 (возвращение в теннис и участие в Олимпиаде 2024 в Париже)
В 2022 году Элина приостановила выступления в большом теннисе из-за беременности. В октябре 2022 спортсменка родила дочь Скай, а в апреле 2023-го вернулась на корт.
Тогда тренером Свитолиной стал Рамон Слюйтер. Под руководством нидерландца Элина выходила в полуфинал Уимблдона-2023 и вернулась в двадцатку мирового рейтинга. Однако перед началом Олимпиады в Париже украинка уволила наставника после падения в рейтинге WTA. .
В мае 2023 года Свитолина победила на турнире в Страсбурге, где в финале она обыграла теннисистку Анну Блинкову со счётом 6-2, 6-3. На Открытом чемпионате Франции она вышла в четвертьфинал, где уступила Арине Соболенко со счётом 6-3, 6-4. На Уимблдонском турнире дошла уже до полуфинала, где проиграла будущей триумфаторке соревнований Маркете Вондроушовой (3-6, 3-6).

### 2025 (возвращение в топ-15)
В третьем круге турнира WTA 1000 - Omnium National Bank Open presented by Rogers проходящем в Монреале, Канада, Элина Свитолина (Украина, 10) обыграла Анну Калинскую (-, 31) 6:1, 6:1
Элина Свитолина провела на корте 55 минут игрового времени. Украинка восемь раз подала навылет, допустила две двойные ошибки (у соперницы - 1/5), сделала пять брейков и отыграла все три брейк-поинта Калинской. Это был третий очный поединок между теннисистками и третью победу на свой счет записала Свитолина (в этом сезоне Элина также была сильнее в Дубае).
Элина Свитолина впервые с 2018 года сыграет в четвертом круге в Монреале. Свой следующий матч на турнире она проведет против седьмой ракетки мира и финалистки Уимблдона - Аманды Анисимовой из США. Это будет их первая встреча на теннисном корте с 2021 года - Свитолина выиграла три из четырех их очных поединка. Анисимова в Монреале обыграла Лулу Сун из Новой Зеландии (6:4, 7:6) и британку Эмму Радукану (6:1, 6:2). .

## Итоговое место в рейтинге WTA по годам
| Год  | Одиночный рейтинг | Парный рейтинг |
| 2024 | 23                |                |
| 2023 | 25                |                |
| 2022 | 236               |                |
| 2021 | 15                | 729            |
| 2020 | 5                 | 628            |
| 2019 | 6                 | 1 156          |
| 2018 | 4                 | 1 035          |
| 2017 | 6                 | 435            |
| 2016 | 14                | 236            |
| 2015 | 19                | 159            |
| 2014 | 29                | 132            |
| 2013 | 40                | 261            |
| 2012 | 156               | 485            |
| 2011 | 269               | 422            |
| 2010 | 498               | 443            |

По данным официального сайта WTA.

## Выступления на турнирах

### Финалы Итоговых турнировWTAв одиночном разряде (3)

#### Победа (1)
| №  | Год  | Турнир         | Покрытие   | Соперница в финале | Счёт        |
| 1. | 2018 | Финал тура WTA | Хард (зал) | Слоан Стивенс      | 3-6 6-2 6-2 |

#### Поражения (2)
| №  | Год  | Турнир           | Покрытие   | Соперница в финале | Счёт    |
| 1. | 2016 | Трофей элиты WTA | Хард (зал) | Петра Квитова      | 4-6 2-6 |
| 2. | 2019 | Финал тура WTA   | Хард (зал) | Эшли Барти         | 4-6 3-6 |

### Финалы турнировWTAв одиночном разряде (22)

#### Победы (18)
| Легенда:                                   |
| ------------------------------------------ |
| Турниры Большого шлема (0)*                |
| Олимпиада (0)                              |
| Итоговый турнир WTA (1)                    |
| Трофей элиты WTA (0)                       |
| Premier Mandatory / WTA 1000 Mandatory (0) |
| Premier 5 / WTA 1000 (4)                   |
| Premier / WTA 500 (2)                      |
| International / WTA 250 (11+2)             |

| Титулы по покрытиям | Титулы по месту проведения матчей турнира |
| ------------------- | ----------------------------------------- |
| Хард (11+2)*        | Зал (3)                                   |
| Грунт (7)           | Зал (3)                                   |
| Трава (0)           | Открытый воздух (15+2)                    |
| Ковёр (0)           | Открытый воздух (15+2)                    |

* количество побед в одиночном разряде + количество побед в парном разряде.
| №   | Дата             | Турнир                 | Покрытие    | Соперница в финале  | Счёт           |
| 1.  | 28 июля 2013     | Баку, Азербайджан      | Хард        | Шахар Пеер          | 6-4 6-4        |
| 2.  | 27 июля 2014     | Баку, Азербайджан (2)  | Хард        | Бояна Йовановски    | 6-1 7-6(2)     |
| 3.  | 2 мая 2015       | Марракеш, Марокко      | Грунт       | Тимея Бабош         | 7-5 7-6(3)     |
| 4.  | 6 марта 2016     | Куала-Лумпур, Малайзия | Хард        | Эжени Бушар         | 6-7(5) 6-4 7-5 |
| 5.  | 5 февраля 2017   | Тайбэй, Тайвань        | Хард (зал)  | Пэн Шуай            | 6-3 6-2        |
| 6.  | 25 февраля 2017  | Дубай, ОАЭ             | Хард        | Каролина Возняцки   | 6-4 6-2        |
| 7.  | 30 апреля 2017   | Стамбул, Турция        | Грунт       | Элизе Мертенс       | 6-2 6-4        |
| 8.  | 21 мая 2017      | Рим, Италия            | Грунт       | Симона Халеп        | 4-6 7-5 6-1    |
| 9.  | 13 августа 2017  | Торонто, Канада        | Хард        | Каролина Возняцки   | 6-4 6-0        |
| 10. | 6 января 2018    | Брисбен, Австралия     | Хард        | Александра Соснович | 6-2 6-1        |
| 11. | 24 февраля 2018  | Дубай, ОАЭ (2)         | Хард        | Дарья Касаткина     | 6-4 6-0        |
| 12. | 20 мая 2018      | Рим, Италия (2)        | Грунт       | Симона Халеп        | 6-0 6-4        |
| 13. | 28 октября 2018  | Финал тура WTA         | Хард (зал)  | Слоан Стивенс       | 3-6 6-2 6-2    |
| 14. | 8 марта 2020     | Монтеррей, Мексика     | Хард        | Мария Боузкова      | 7-5 4-6 6-4    |
| 15. | 26 сентября 2020 | Страсбург, Франция     | Грунт       | Елена Рыбакина      | 6-4 1-6 6-2    |
| 16. | 28 августа 2021  | Чикаго, США            | Хард        | Ализе Корне         | 7-5 6-4        |
| 17. | 27 мая 2023      | Страсбург, Франция (2) | Грунт       | Анна Блинкова       | 6-2 6-3        |
| 18. | 20 апреля 2025   | Руан, Франция          | Грунт (зал) | Ольга Данилович     | 6-4 7-6(8)     |

#### Поражения (4)
| №  | Дата            | Турнир                 | Покрытие   | Соперница в финале  | Счёт           |
| 1. | 27 августа 2016 | Нью-Хейвен, США        | Хард       | Агнешка Радваньская | 1-6 6-7(3)     |
| 2. | 6 ноября 2016   | Трофей элиты WTA       | Хард (зал) | Петра Квитова       | 4-6 2-6        |
| 3. | 3 ноября 2019   | Финал тура WTA         | Хард (зал) | Эшли Барти          | 4-6 3-6        |
| 4. | 7 января 2024   | Окленд, Новая Зеландия | Хард       | Кори Гауфф          | 7-6(4) 3-6 3-6 |

### Финалы турнировWTA 125иITFв одиночном разряде (9)

#### Победы (7)
| Легенда:         |
| ---------------- |
| WTA 125 (1)*     |
| 100.000 USD (0)  |
| 75.000 USD (2+1) |
| 50.000 USD (1)   |
| 25.000 USD (2+1) |
| 10.000 USD (1)   |

| Титулы по покрытиям | Титулы по месту проведения матчей турнира |
| ------------------- | ----------------------------------------- |
| Хард (5+1)*         | Зал (0)                                   |
| Грунт (2+1)         | Зал (0)                                   |
| Трава (0)           | Открытый воздух (7+2)                     |
| Ковёр (0)           | Открытый воздух (7+2)                     |

* количество побед в одиночном разряде + количество побед в парном разряде.
| №  | Дата             | Турнир          | Покрытие | Соперница в финале | Счёт           |
| 1. | 21 августа 2011  | Стамбул, Турция | Хард     | Аня Прислан        | 6-2 6-7(5) 6-0 |
| 2. | 22 октября 2011  | Лагос, Нигерия  | Хард     | Донна Векич        | 6-4 6-3        |
| 3. | 24 марта 2012    | Ла-Марса, Тунис | Грунт    | Изабелла Шиникова  | 7-6(4) 7-6(5)  |
| 4. | 30 сентября 2012 | Телави, Грузия  | Грунт    | Леся Цуренко       | 6-1 6-2        |
| 5. | 11 ноября 2012   | Пуна, Индия     | Хард     | Кимико Датэ-Крумм  | 6-2 6-3        |
| 6. | 3 февраля 2013   | Эйлат, Израиль  | Хард     | Марта Сироткина    | 6-3 3-6 7-5    |
| 7. | 3 августа 2013   | Донецк, Украина | Хард     | Тимея Бабош        | 3-6 6-2 7-6(9) |

#### Поражения (2)
| №  | Дата            | Турнир           | Покрытие   | Соперница в финале | Счёт        |
| 1. | 22 мая 2010     | Харьков, Украина | Грунт      | Людмила Киченок    | 2-6 6-4 1-6 |
| 2. | 30 декабря 2011 | Тюмень, Россия   | Хард (зал) | Юлия Путинцева     | 2-6 4-6     |

### Финалы турнировWTAв парном разряде (2)

#### Победы (2)
| №  | Дата         | Турнир              | Покрытие | Партнёрша       | Соперницы в финале            | Счёт           |
| 1. | 20 июля 2014 | Стамбул, Турция     | Хард     | Мисаки Дои      | Оксана Калашникова Паула Каня | 6-4 6-0        |
| 2. | 26 июля 2015 | Стамбул, Турция (2) | Хард     | Дарья Гаврилова | Чагла Бююкакчай Елена Янкович | 5-7 6-1 [10-4] |

### Финалы турнировWTA 125иITFв парном разряде (6)

#### Победы (2)
| №  | Дата           | Турнир           | Покрытие | Партнёрша        | Соперницы в финале                  | Счёт    |
| 1. | 24 июля 2010   | Харьков, Украина | Грунт    | Катерина Козлова | Валентина Ивахненко Алёна Сотникова | 6-3 7-5 |
| 2. | 3 февраля 2013 | Эйлат, Израиль   | Хард     | Алла Кудрявцева  | Коринна Дентони Александра Соснович | 6-1 6-3 |

#### Поражения (4)
| №  | Дата            | Турнир               | Покрытие    | Партнёрша        | Соперницы в финале                 | Счёт              |
| 1. | 30 мая 2009     | Харьков, Украина     | Грунт       | Катерина Козлова | Катерина Авдиенко Мария Жаркова    | 7-6(3) 3-6 [9-11] |
| 2. | 9 мая 2010      | Харьков, Украина     | Хард        | Катерина Козлова | Надежда Киченок Людмила Киченок    | 4-6 2-6           |
| 3. | 23 апреля 2011  | Тессендерло, Бельгия | Грунт (зал) | Марина Заневская | Анна-Лена Грёнефельд Татьяна Малек | 5-7 3-6           |
| 4. | 29 октября 2011 | Лагос, Нигерия       | Хард        | Данка Ковинич    | Мелани Клаффнер Агнеш Сатмари      | 0-6 7-6(1) [5-10] |

### Финалы командных турниров (1)

#### Поражение (1)
| №  | Год  | Турнир        | Команда                             | Соперник в финале                 | Счёт |
| 1. | 2016 | Кубок Хопмана | Украина · Э.Свитолина, А.Долгополов | Австралия · Д.Гаврилова, Н.Кирьос | 0-2  |

## История выступлений на турнирах
По состоянию на 20 ноября 2023 года
Для того, чтобы предотвратить неразбериху и удваивание счета, информация в этой таблице корректируется только по окончании участия там данного игрока.
| Турнир                          | 2011  | 2012  | 2013          | 2014          | 2015          | 2016  | 2017          | 2018          | 2019          | 2020          | 2021          | 2022          | 2023          | Итог   | В/П за карьеру |
| ------------------------------- | ----- | ----- | ------------- | ------------- | ------------- | ----- | ------------- | ------------- | ------------- | ------------- | ------------- | ------------- | ------------- | ------ | -------------- |
| Турниры Большого шлема          |       |       |               |               |               |       |               |               |               |               |               |               |               |        |                |
| Открытый чемпионат Австралии    | -     | -     | 1Р            | 3Р            | 3Р            | 2Р    | 3Р            | 1/4           | 1/4           | 3Р            | 4Р            | 3Р            | -             | 0 / 10 | 22-10          |
| Открытый чемпионат Франции      | К     | К     | 2Р            | 2Р            | 1/4           | 4Р    | 1/4           | 3Р            | 3Р            | 1/4           | 3Р            | -             | 1/4           | 0 / 10 | 26-10          |
| Уимблдонский турнир             | -     | К     | 1Р            | 1Р            | 2Р            | 2Р    | 4Р            | 1Р            | 1/2           | НП            | 2Р            | -             | 1/2           | 0 / 9  | 16-9           |
| Открытый чемпионат США          | -     | 1Р    | 2Р            | 1Р            | 3Р            | 3Р    | 4Р            | 4Р            | 1/2           | -             | 1/4           | -             | 3Р            | 0 / 10 | 22-10          |
| Итог                            | 0 / 0 | 0 / 1 | 0 / 4         | 0 / 4         | 0 / 4         | 0 / 4 | 0 / 4         | 0 / 4         | 0 / 4         | 0 / 2         | 0 / 4         | 0 / 1         | 0 / 3         | 0 / 39 |                |
| В/П в сезоне                    | 0-0   | 0-1   | 2-4           | 3-4           | 9-4           | 7-4   | 12-4          | 9-4           | 15-4          | 6-2           | 10-4          | 2-1           | 11-3          |        | 86-39          |
| Олимпийские игры                |       |       |               |               |               |       |               |               |               |               |               |               |               |        |                |
| Летняя олимпиада                | НП    | -     | Не проводился | Не проводился | Не проводился | 1/4   | Не проводился | Не проводился | Не проводился | Не проводился | III           | Не проводился | Не проводился | 0 / 2  | 8-2            |
| Итоговые турниры                |       |       |               |               |               |       |               |               |               |               |               |               |               |        |                |
| Итоговый турнир WTA             | -     | -     | -             | -             | -             | -     | Группа        | П             | Ф             | НП            | -             | -             | -             | 1 / 3  | 10-3           |
| Турнир чемпионок / Трофей элиты | -     | -     | Группа        | -             | 1/2           | Ф     | -             | -             | -             | Не проводился | Не проводился | Не проводился | -             | 0 / 3  | 5-4            |

К — проигрыш в квалификационном турнире.

## Награды
- Орден «За заслуги» ІІ степени (21 августа 2020 года)[16]
- Орден «За заслуги» ІІІ степени (28 июня 2017 года)[17]
- Орден «Орден княгини Ольги» III степени (16 августа 2021)[18]
- Почётный гражданин Харькова (24 июня 2020)[19]